# Glossophaga leachii
Glossophaga leachii је врста слепог миша из породице љиљака-вампира (Phyllostomidae).

## Распрострањење
Ареал врсте покрива средњи број држава.
Врста је присутна у Мексику, Никарагви, Костарици, Гватемали, Хондурасу и Салвадору.

## Станиште
Станиште врсте су шуме до 2.400 метара надморске висине.

## Угроженост
Ова врста није угрожена, и наведена је као последња брига јер има широко распрострањење.